# خواکین ریس
خواکین رِیس (اسپانیایی: Joaquín Reyes‎؛ زادهٔ ۱۶ اوت ۱۹۷۴) بازیگر اهل اسپانیا است. وی دانش‌آموختهٔ هنرهای زیبا در دانشگاه کاستیا – لامانچا در کوئنکا است.
از فیلم‌ها یا مجموعه‌های تلویزیونی که وی در آن‌ها نقش داشته‌است، می‌توان به لنگرانداخته، چندی بعد، فیلم اسپانیایی، فارغ‌التحصیلی روح و سه عروسی دیگر اشاره نمود.